# Axiomatisation
En mathématiques, l'axiomatisation d'une théorie est un procédé qui consiste à organiser celle-ci en la fondant sur des axiomes, et à en déduire rigoureusement des théorèmes, dans un cadre qui peut être purement logique, ou celui de la théorie des ensembles. L'ensemble constitue une théorie axiomatique. Il arrive souvent que des concepts mathématiques existent préalablement à leur axiomatisation, soit qu'ils n'aient pas été dégagés du cadre d'une autre théorie, soit qu'ils aient été développés sans être entièrement formalisés. L'objet de l'axiomatisation est entre autres d'éclaircir ces concepts et de permettre leur généralisation à d'autres cadres.
L'axiomatisation de la géométrie par Euclide dans ses Éléments est le premier exemple historique d'une telle démarche. La démarche axiomatique a été remise à l'honneur par Moritz Pasch et s'est généralisée en mathématiques à la fin du XIXe siècle avec la découverte de nouvelles géométries, le développement de l'algèbre, l'axiomatisation de la géométrie réelle par David Hilbert, l'arithmétisation de l'analyse avec la construction des nombres réels, le développement de la théorie des ensembles, axiomatisée au début du XXe siècle par Zermelo puis Fraenkel et Thoralf Skolem, qui donne un cadre axiomatique général aux mathématiques, et plus généralement les recherches entreprises sur les fondements des mathématiques.
Le scientifique-philosophe Mario Bunge (1919 - 2020) propose un enrichissement de l'axiomatique classique consistant à adjoindre à chaque postulat mathématique (axiome) une hypothèse sémantique. Il la nomme double axiomatisation (dual axiomatics), formelle ou logique et factuelle ou sémantique, et prétend qu'elle permet d'éviter des adjonctions philosophiques et de clarifier un certain nombre de points obscurs des formulations ordinaires ou heuristiques,.